# Да здравствуют антиподы!
«Да здравствуют антиподы!» — документальный фильм российского режиссёра-документалиста Виктора Косаковского, вышедший в 2011 году. Фильм рассказывает о людях, живущих в противоположных точках Земли. Премьера картины состоялась на Венецианском Кинофестивале в 2011 году.

## Сюжет
Идея фильма родилась у Виктора Косаковского, когда он задумался о том, что будет, если провести из одной точки планеты сквозную ось в противоположную сторону? В фильме несколько документальных сюжетов объединены географической особенностью — взяты точно противоположные координаты. Это Аргентина и Китай, Новая Зеландия и Испания, Сибирь и Чили, Гавайи и Ботсвана. В этих противоположных точках Земли режиссёр ищет и находит сходства во взаимоотношениях людей.

## Награды
- 2012 Премия «Лавровая ветвь» в номинации «Лучший неигровой кинофильм»[6]
- 2012 Премия «Белый слон» за лучший документальный фильм Гильдии киноведов и кинокритиков России
- 2012 Гран-при открытого фестиваля документального кино «Россия» в Екатеринбурге[3]
- 2012 Приз «Майяуаль» на кинофестивале в Гвадалахаре, Мексика
- 2011 Приз Riff Environmental Award кинофестиваля в Рейкьявике, Исландия
- 2011 Номинация на премию за лучший документальный фильм Европейской киноакадемии

## Цитаты
- «Не вижу смысла просто снимать, должна быть какая-то идея, какая-то концепция. Искусство это то же самое, что и наука. Только средства используются разные. Искусство ищет ответы на те же самые вопросы. Как придуман мир? Почему все происходит так и не иначе? Почему ты родился?»[7]

## Критика
- Дмитрий Десятый говорит о фильме так: «Чтобы снять эту масштабную картину, режиссёр отправился в необычное кругосветное путешествие, посетив те немногие места, которые находятся на глобусе в точности одно против другого. Используя эффектные монтажные стыки, Косаковский обращается к необычной теме антиподов и создает поэму о мультиполярном мире… […] Здесь есть и живущий в уединении рыбак из аргентинской деревеньки, и торговка рыбой на шумной улице Шанхая, смотритель маяка на мысе Горн в Чили, и морской офицер на озере Байкал. Истории эти одновременно подобны и прямо противоположны друг другу, а сам фильм завораживает и трогает одновременно»[8].
- Валерий Кичин характеризует картину как «визуальный пир, захватывающие дух съёмки и нескрываемый авторский восторг от увиденного»[9].